# The Pembrokeshire Murders
The Pembrokeshire Murders ist eine dreiteilige britische Krimiserie, die die reale Geschichte des Waliser Mörders John Cooper in den 80er- und 90er-Jahren erzählt. Die Serie wird produziert von World  Productions für die ITV Studios und wurde im Januar 2021 erstmals ausgestrahlt. Ab dem 11. März 2021 war die Serie auf MagentaTV zu sehen und am 6. Juni 2022 im ZDF.

## Handlung
Die Serie erzählt von der wahren Geschichte des Waliser Serienmörders John Cooper, der in den 1980er- und 1990er-Jahren mindestens vier Menschen ermordete und erst über zehn Jahre nach seiner letzten Tat überführt werden konnte. Mitte der 2000er-Jahre rollt Kriminalkommissar Steve Wilkins mehrere ungeklärte Morde wieder auf und entdeckt schnell Gemeinsamkeiten, die auf einen Serienkiller schließen lassen. Der Ermittler stellt ein Team zusammen, um den mutmaßlichen und schon seit Jahren wegen anderer Verbrechen im Gefängnis einsitzenden Täter nun auch der Morde überführen und ihn anklagen zu können. Angesichts der sehr dürftigen Beweislage setzen sie auf technische Fortschritte in der Forensik in den letzten Jahren. Sie stehen unter Zeitdruck, da Cooper demnächst entlassen werden soll. DNA-Überprüfungen, die Analyse der Aufzeichnungen einer Überwachungskamera sowie eine Fernsehshow bringen Wilkins und sein Team letztlich auf die richtige Spur. So können die Behörden schließlich Cooper als Mörder überführen. Vor Gericht wird er zu lebenslänglicher Gefängnisstrafe verurteilt.

## Besetzung
| Rolle               | Schauspieler      |
| ------------------- | ----------------- |
| Steve Wilkins       | Luke Evans        |
| John William Cooper | Keith Allen       |
| Nigel Rowe          | Kyle Lima         |
| Lynne Harries       | Steven Meo        |
| Gareth Rees         | Charles Dale      |
| Glyn Johnson        | Richard Corgan    |
| Ella Richards       | Alexandria Riley  |
| Pat Cooper          | Caroline Berry    |
| Andrew Cooper       | Oliver Ryan       |
| Jack Wilkins        | Steffan Cennydd   |
| Amy Wilkins         | Mabli Jên Eustace |
| Coles               | Rhodri Evan       |
| Jim Morris          | Roger Evans       |
| George Jones        | William Thomas    |
| Jonathan Hill       | David Fynn        |
| Gerard Elias        | Owen Teale        |

## Kritiken
„In Großbritannien feierte der Sender ITV einen großen Quotenerfolg mit dem Krimi-Dreiteiler ‚The Pembrokeshire Murders‘. Fast zehn Millionen Zuschauer verfolgten die spannende Verfilmung des wahren Falls um den sogenannten Bullseye Killer.“